# TurboTax

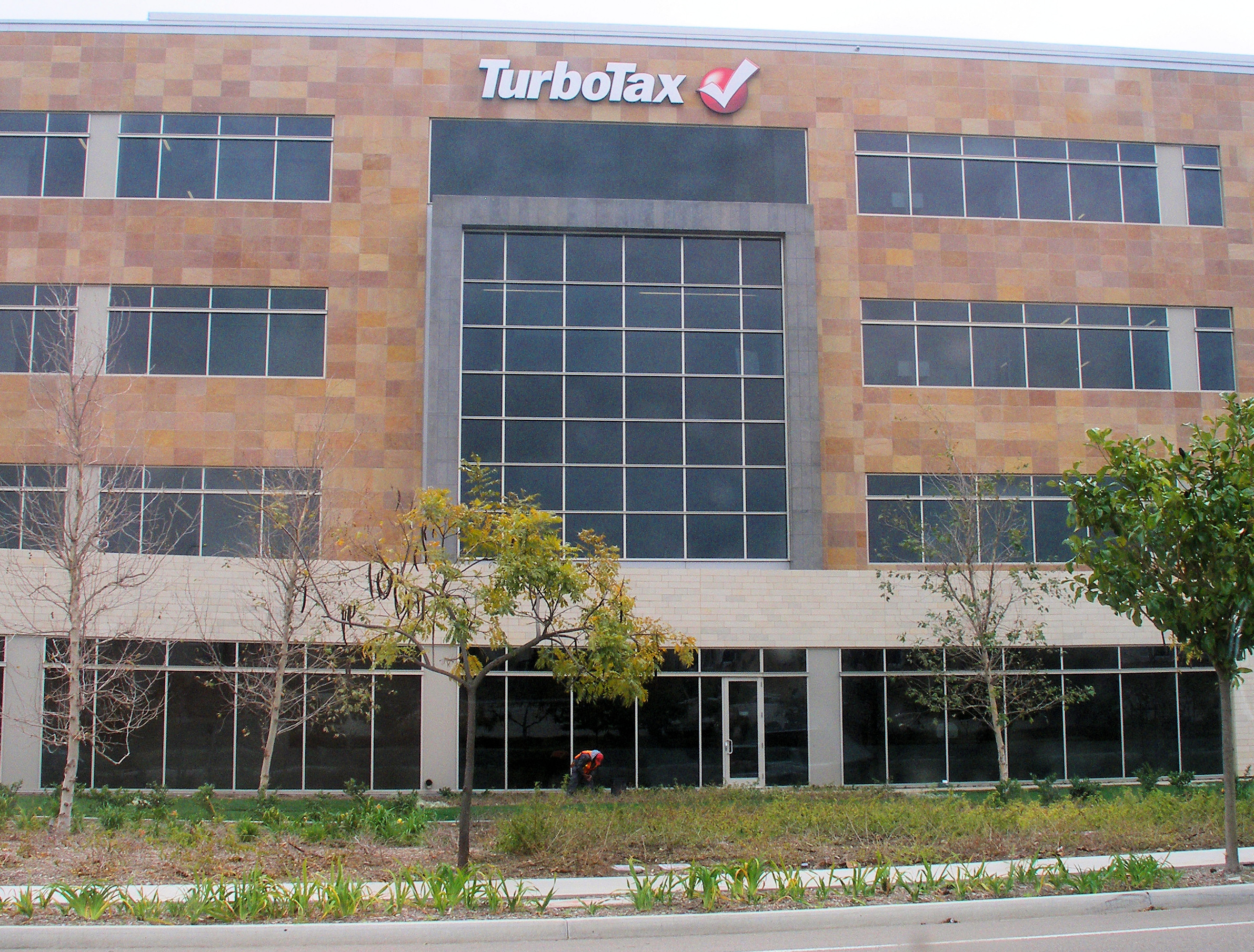
Штаб-квартира Intuit Consumer Tax Group в Сан-Диего (где разработан TurboTax)

TurboTax — пакет программного обеспечения для подготовки налоговых деклараций по подоходному налогу в США, разработанный Intuit. TurboTax является лидером рынка в своём сегменте продуктов, конкурируя с H&R Block Tax Software и TaxAct. TurboTax был разработан Майклом А. Чипманом из Chipsoft в 1984 году и продан компании Intuit в 1993 году.
Компания была предметом разногласий по поводу её политического влияния и обманных методов ведения бизнеса. Intuit, создатель TurboTax, активно лоббировал Налоговую службу США (IRS), создав собственную онлайн-систему подачи налоговых деклараций, подобную тем, которые существуют в большинстве других богатых стран. Intuit находится под следствием нескольких генеральных прокуроров штатов, а также Департамента финансовых служб Нью-Йорка.
В рамках соглашения с программой IRS Free File TurboTax разрешил лицам, зарабатывающим менее 39 000 долларов в год, использовать бесплатную версию TurboTax; расследование ProPublica, проведённое в 2019 году, показало, что TurboTax намеренно затрудняет поиск этой версии даже через поисковые системы и что она обманным путём направляет людей, которые ищут бесплатную версию, к версиям TurboTax, использование которых платно. TurboTax обманом заставил военнослужащих платить за использование программного обеспечения для подачи документов, создав и продвигая «военную скидку» и затруднив доступ к бесплатной версии, когда многие военнослужащие на самом деле имеют право использовать программное обеспечение бесплатно.

## Обзор
Intuit Consumer Tax Group базируется в Сан-Диего, Калифорния. Корпорация Intuit, которой принадлежит программное обеспечение Intuit, имеет штаб-квартиру в Маунтин-Вью, Калифорния.
В 2001 году TurboTax сохранил пароли финансовых учреждений, введенные пользователями, на сервера Intuit и на домашний компьютер.
В 2003 году Intuit подверглась резкой критике за свою схему активации TurboTax.
В 2021 году некоторые лица, которые использовали Turbotax для подачи налоговых деклараций, не смогли получить доступ к чекам стимулирующих выплат, отправленным правительством, поскольку Turbotax перенаправил чеки на старые и неиспользуемые банковские счета клиентов.
29 марта 2022 года Федеральная торговая комиссия объявила, что они подадут в суд на Intuit, материнскую компанию TurboTax, в ответ на вводящую в заблуждение рекламу её продуктов для бесплатной подачи налоговых деклараций. Комиссия сообщила, что большинство налоговых декларантов не могут использовать ни один из бесплатных продуктов TurboTax, которые были разрекламированы. Intuit объявила, что предпримет встречные действия. Заявив, что аргументы не заслуживают доверия, и их бесплатная служба подачи налоговых деклараций доступна всем налогоплательщикам.
4 мая 2022 года Intuit согласилась выплатить компенсацию в размере 141 млн долл за вводящую в заблуждение рекламу. В мае 2023 года компания начала отправлять более чем 4 млн клиентов расчётные чеки на сумму от 30 до 85 долларов США.